# 劉廣京
劉廣京（英語：Kwang-Ching Liu，1921年11月14日—2006年9月28日），福建閩侯人，歷史學家，中央研究院院士，主攻晚清史。1943年赴美，在美國加州大學戴維斯分校任教30年。

## 家世
祖籍福建閩侯，來自福州龍山劉氏家族，生於北京。外祖父是進士、溥儀帝師陈宝琛。祖父刘濂(原名崇任，字鴻壽、步溪，號景屏）是光绪十七年举人，北洋政府福建盐运使兼闽海关监督（見北洋政府福建省职官列表）。父親刘骏业，母親陈褧贞（又名陈逸华）是陈宝琛五女兒。。

## 生平
小時由父親送往家鄉福州的美以美教會學校讀書，聘美國人授英語，高中赴英屬香港的聖公會拔萃男書院，抗日戰爭時期考入西南聯合大學歷史系，到大三時也就是1943年秋天他經印度坐船去美國，轉學至美國哈佛大學歷史系。本科和碩士主攻歐洲史，博士師從費正清才改治清史。1948年修畢博士課程，1949-1955年在聯合國秘書處任翻譯，期間遇中华民国常驻联合国代表蔣廷黻。劉廣京在西南聯大的老師邵循正是蔣廷黻學生，其哈佛大學博士導師費正清也是蔣廷黻學生。1956年獲哈佛大學博士學位。於加州大學戴維斯分校執教。2006年9月28日在美國加州戴維斯家中辭世。

## 著作
劉廣京曾修正費正清解釋中國近代史的「刺激／反應」說，並證明中國買辦和西方資本主義接觸是有競爭力的。韋慕庭稱劉廣京是「學者中的學者」。著有《英美航運勢力在華的競爭》，又與陳永發、張玉法主編「最近兩百年中國史」三部曲之「晚清篇」（另二部是「中國共產革命七十年」、「中華民國史稿」），惜至今仍未出版。

## 引用文文獻
1. 1 2  . 澎湃新闻. 2019-08-20  [2020-06-01]. （原始内容存档于2020-06-01）.
2. ↑  吴家琼. 刘鸿寿发迹之由来. 收入《福建文史资料第17辑——盐务与邮政》，1987年8月.
3. ↑  . 坊巷名人.
4. ↑  Susan L. Mann, Don C. Price, Wilson Smith. . Senate of University of California.
5. ↑  湯晏. . 台北: 大塊文化. 2017: 108-109. 第12條腳註花了兩頁說明劉廣京的生平，以及他與蔣廷黻的關係。